# David Szurman
David Szurman (* 24. března 1981 Třinec) je bývalý český krasobruslař, závodící v tanečních párech s Kateřinou Kovalovou.
Startoval na ZOH 2002, kde se umístili dvacátém místě. Na přelomu 20. a 21. století se účastnili také světových a evropských šampionátů (nejlépe 17. místo na ME 2000 a 2002), v letech 2000 a 2001 se stali mistry České republiky.